# Enio Verri
Enio José Verri (Maringá, 27 de março de 1961) é um economista, professor e político brasileiro, filiado ao Partido dos Trabalhadores. Atualmente, é o diretor-geral brasileiro da Itaipu Binacional. 
Eleito deputado estadual no Paraná, em 2007, assumiu a Secretaria de Planejamento e Coordenação Geral do Paraná no governo de Roberto Requião (PMDB). Reeleito, em 2010, assumindo a liderança da oposição na Assembleia do Estado do Paraná. Foi presidente do PT estadual por oito anos. Em 2014, foi eleito deputado federal, pela primeira vez com 107.508 votos. É membro da Comissão de Tributação e Finanças da Câmara dos Deputados, vice-líder do PT na Câmara. No ano de 2020, foi líder da Bancada do partido na Câmara.
Em janeiro de 2023, foi anunciado como novo diretor-geral brasileiro da Itaipu Binacional. Com isso, Ênio haverá de renunciar ao mandato de deputado federal para qual foi eleito no ano anterior.

## Vida pessoal
Enio José Verri nasceu em 1961, na Vila Moranguerinha, em Maringá, no norte do Paraná. É filho de Nelson Verri (in memorian), comerciante, e Lucinda Dalalio Verri, dona de casa. Tem três irmãos, Fernando Verri, Mario Verri e Luciana Verri.
Em 1984, casou com Neusa Aparecida Barbi, com a qual tem o filho Francisco Verri. É avô de João Miguel.

## Formação acadêmica
Estudou em escola pública. Fez curso de técnico em contabilidade, no Colégio Comercial Estadual de Maringá. Em 1979, ingressou da Universidade Estadual de Maringá (UEM) para o curso de graduação em Economia. Formou-se em 1985 e fez especialização em Teoria Econômica, na Faculdade de Ciências Econômicas de Apucarana (PR), hoje Universidade Estadual do Paraná (UNESPAR).
Obteve o título de mestre, pela UEM, em 1998, com a dissertação “O desenvolvimento recente da indústria paranaense”. É doutor em Integração da América Latina (2003), pela Universidade de São Paulo (USP), defendendo a tese “Reestruturação produtiva do Paraná nos anos 90: o papel da globalização e do Mercosul", onde foi orientado por Márcio Bobik Braga.

### Movimento estudantil e Pastoral da Juventude
Participou das pastorais da Igreja Católica da Juventude, Operária e Universitária, em Maringá.
Em 1983, entrou para o movimento estudantil, através do Centro Acadêmico de Economia e do Diretório Central dos Estudantes da UEM, com mobilização por eleições diretas.

## Carreira profissional
Estudando sua graduação no período noturno, trabalhava durante o dia no departamento pessoal em uma construtora da cidade. Foi consultor de um supermercado de 14 funcionários. Na consultoria, atuou de 1991 a 2000, até sair como diretor administrativo financeiro do grupo.
É professor licenciado do Departamento de Economia da UEM, onde foi admitido como professor assistente em 1997, embora atuasse na universidade como professor celetista desde 1986. Ministrou aulas para a graduação e pós-graduação, em disciplinas como Economia da Integração; Economia Brasileira Contemporânea; Desenvolvimento Local; e Economia Paranaense. Também deu aulas na Faculdade Estadual de Ciências Econômicas de Apucarana (UNESPAR).

## Trajetória política
Após iniciar sua militância nos movimentos pastorais da Igreja Católica, como o da Juventude, Operária e Universitária. Ingressou no Partido dos Trabalhadores em 1985. Em 1990, foi candidato a deputado federal pelo PT, ficando como 4° suplente do partido.
Foi secretário de Fazenda da prefeitura de Maringá na gestão do prefeito José Cláudio Pereira Neto (PT), entre 2001 e 2003. Também foi secretário de Governo do município entre 2003 e 2004, na gestão de João Ivo Caleffi.
No final de 2004, assumiu o cargo de Assessor Técnico da Presidência da Comissão Mista de Orçamento do Congresso Nacional. Em 2005 foi convidado para ser chefe de gabinete do Ministério do Planejamento, Orçamento e Gestão, onde permaneceu até 2006, quando foi eleito deputado estadual pelo Partido dos Trabalhadores. Ao tomar posse na Assembleia Legislativa do Paraná foi convidado pelo governador Roberto Requião (PMDB) a integrar a equipe de governo, assumindo a Secretaria de Planejamento e Coordenação Geral.
Como secretário de Estado, Verri atuou no planejamento dos programas prioritários do governo e instituiu uma série de mecanismos que facilitam o gerenciamento público do orçamento do Estado e de monitoramento e coordenação de ações de governo, priorizando ações que promovem o desenvolvimento econômico e social sustentável de municípios.
Disputou em 2008 o executivo maringaense, pela coligação PT, PV, PCdoB, PCB, PSC e PSDC. Recebeu 21% dos votos, cerca de 40 mil. Terminou na segunda colocação, derrotado pelo prefeito Silvio Barros (PP), que buscava a reeleição.
Em 31 de dezembro de 2009, Verri deixou a Secretaria de Planejamento do Paraná para reassumir seu mandato na Assembleia Legislativa.
No dia 6 de fevereiro de 2010 foi empossado presidente do diretório estadual do Partido dos Trabalhadores, em Curitiba, em evento que contou com a presença de Paulo Bernardo e Dilma Rousseff.
Foi o terceiro deputado estadual mais votado do Paraná nas eleições legislativas de 3 de outubro de 2010, com 87.080 votos. Com a votação, Enio Verri tornou-se o deputado estadual do PT/PR mais votado da história (Luciana Rafagnin havia sido eleita em 2002 com 53.338 votos) e também o deputado estadual maringaense mais votado da história (em 2006, Cida Borghetti (PP) recebeu 66.492 votos). Assumiu o mandato e a liderança da oposição na Assembleia do Estado do Paraná.
Disputou a Prefeitura de Maringá nas eleições de 2012, pela coligação Maringá de toda a nossa gente, formada pelo PT, PDT, PSC, PR, PRTB, PV, PPL e PCdoB. No primeiro turno recebeu 35% dos votos, o que credenciou a disputar o segundo turno contra Roberto Pupin (PP), então vice-prefeito, que acabou eleito com 53%.
Em 2014, foi eleito deputado federal com 107.508 votos. Em 17 de abril de 2016, Verri votou contra a abertura do processo de impeachment de Dilma Rousseff. Durante o governo de Michel Temer, atuou como vice-líder da oposição na Câmara dos Deputados.
Foi reeleito deputado federal em 2018, com 62.169 mil votos. Em 2022 foi reeleito para um terceiro mandato na Câmara, com 95.171 votos.

### Presidência do PT no Paraná
Em novembro de 2009 foi eleito presidente do PT Paraná, com 75% dos votos, substituindo Gleisi Hoffmann. Foi reeleito em novembro de 2013, com mais de 75% dos votos.
Falando na qualidade de presidente do PT do Paraná, Enio Verri disse em entrevista a uma rádio, que o Pastor Paschoal Piragine Jr. mentiu sobre o motivo da expulsão de dois deputados do PT que foram punidos por militarem contra a descriminalização do aborto ameaçando inclusive processá-lo por sua declaração, o que é negado pelo próprio site do PT o motivo da punição aprovado por unanimidade pelo diretório nacional foi justamente esse.
Deixou a presidência do partido em maio de 2017, com a eleição do ex-deputado Dr. Rosinha para presidir o PT no estado.

### Câmara dos Deputados

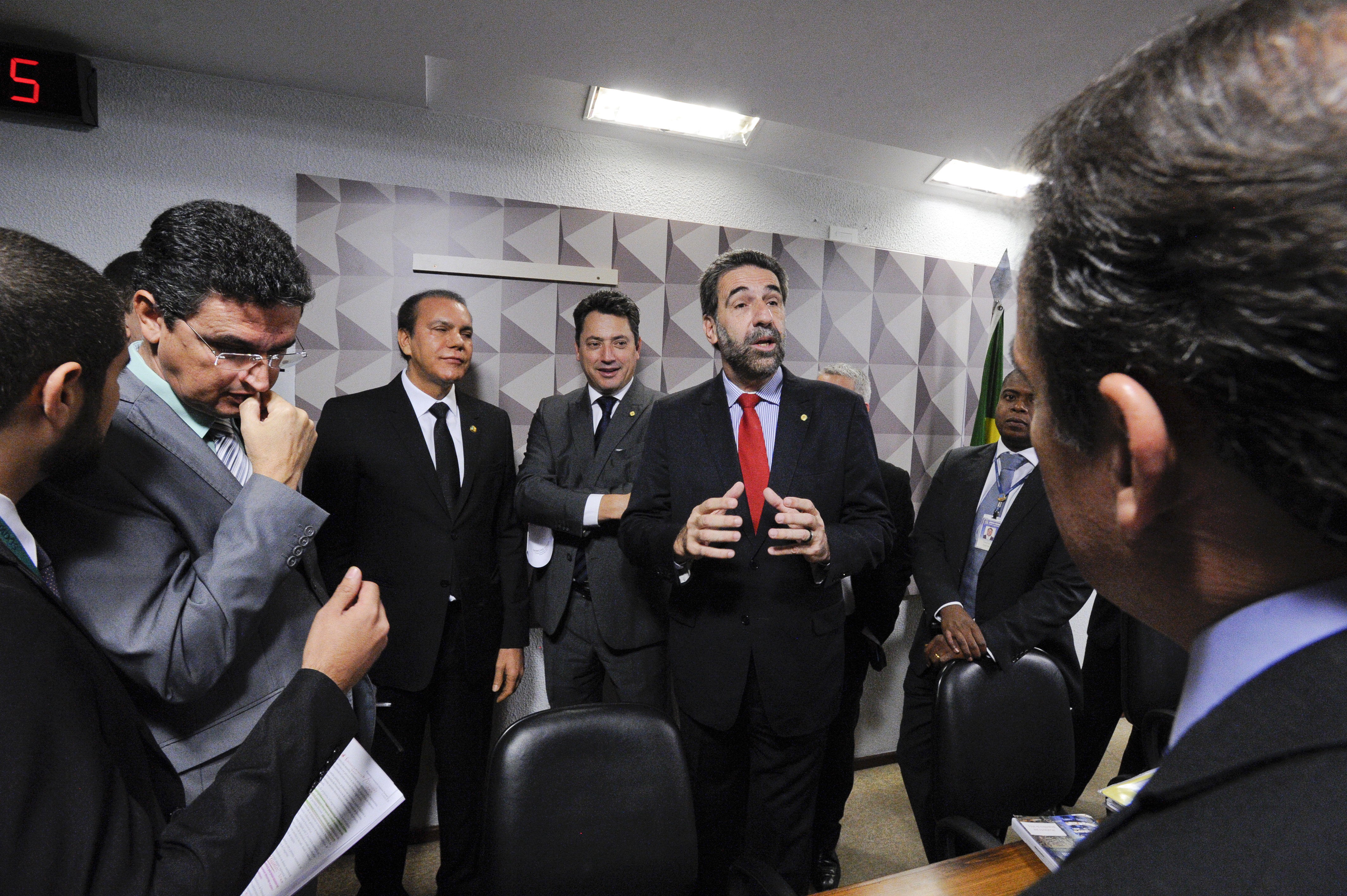
Enio em 2017 no exercício do mandato de deputado

Como deputado federal, e por sua formação em Economia, sua atuação na Câmara foi voltada para a área orçamentária, financeira e de tributação.
São essas mesmas áreas nas quais atua nas Comissões Permanentes. Titular na Comissão de Finanças e Tributação – CFT, de 2015 a 2019 e 2021. Suplente: na Comissão de Desenvolvimento Econômico, Indústria, Comércio e Serviços – CDEICS, de 2015 a 2019, e 2021; na Comissão de Desenvolvimento Urbano– CDU, em 2017; na Comissão de Meio Ambiente e Desenvolvimento Sustentável – CMADS, 2018.
Entre as Comissões Especiais que participou estão a da PEC 395/14 - Gratuidade do Ensino Público, como 3º Vice-Presidente, 2015 a 2017; sobre a Reforma Tributária, como 3º Vice-Presidente, 2015 a 2019, PEC 293/04  - Reforma Tributária, como Titular, 2018, PEC 045/19 – Reforma Tributária, como Titular, em 2019; do Marco Regulatório Transporte Rodoviário de Cargas como Suplente, 2016 - e PL 1428/99 (mesmo tema) como Titular, 2016 a 2019; do PL 7420/06 - Lei de Responsabilidade Educacional, como Titular, de 2015 a 2019; da PEC 015/15 – FUNDEB, como Suplente, em 2019; do PL 1917/15- Portabilidade da Conta de Luz: Titular, 22/10/2019.
Dentre os Projetos de Lei que apresentou, estão:
● PL 3827/2015: Dispõe sobre publicação de dados referentes à distribuição pessoal da renda e da riqueza da população brasileira, com base nos dados da declaração anual do Imposto de Renda Pessoa Física - IRPF.
● PL 2315/2015: Altera a Lei nº 10.703, de 18 de julho de 2003, que dispõe sobre o cadastro de celular pré-pagos, determinando a apresentação de documentos com foto no ato da compra de chips.
● PL 10780/2018: Ementa: Dispõe sobre a criação do Projeto Vida Gerando Vidas, cria a Central Única de captação e Doação de Órgãos, Tecidos e Medula Óssea e dá outras providências.
● PL 2305/2019: Altera a Lei nº 9.503, de 1997, para dispor sobre os requisitos para a condução de veículo destinado ao transporte de escolares.
● Coautor do PL 2508/2020: para estabelecer medidas de proteção à mulher provedora de família monoparental em relação ao recebimento do auxílio emergencial. Transformada em Lei nº 14.171 de 10/06/2021.
● Coautor do PL 735/2020: (Projeto de Lei Assis Carvalho) dispõe sobre medidas emergenciais de amparo aos agricultores familiares do Brasil para mitigar os impactos socioeconômicos da Covid-19. Foi aprovado na Câmara e Senado e vetado pelo Presidente da República.
● PL 2395/2021 Isentam do Imposto sobre Produtos Industrializado os veículos de carga adquiridos por feirantes.
● Coautor do PL 823/2021: (Projeto de Lei Assis Carvalho II) dispõe sobre medidas emergenciais de amparo aos agricultores familiares do Brasil para mitigar os impactos socioeconômicos da Covid-19. Foi aprovado na Câmara e Senado e aguarda sanção presidencial.
● Coautor do PL 1374/2021: institui a subvenção econômica destinada a auxiliar as famílias de baixa renda na aquisição de gás liquefeito de petróleo - Desconto Gás.
● Coautor do PL 3056/2021: proíbe o corte de energia elétrica enquanto perdurar a vigência da bandeira vermelha, de escassez hídrica, nas unidades consumidoras enquadradas na Tarifa Social de Energia Elétrica, em tramitação no Congresso.
Foi Vice-Líder, Minoria, de 2017 a 2018; Vice-Líder, PT, de outubro de 2015 a 2017; 2019; Líder do PT em 2020; Vice-Líder do PT em 2021; Vice-Líder da Oposição em 2021.
Já indicou cerca de 97 milhões de reais por meio de emendas parlamentares individuais, de Bancada e Extra Orçamentária para o Paraná.

#### Liderança do PT
Em 2020 assumiu a liderança do Partido dos Trabalhadores na Câmara dos Deputados, sucedendo ao deputado Paulo Pimenta (RS).
O ano de sua liderança, mesmo ano em que o Brasil foi acometido pela pandemia do novo coronavírus, foi atípico para o Congresso Nacional. As sessões passaram a ser realizadas de forma remota e pauta de votações foi voltada para ações emergenciais de enfrentamento da Covid-19 no país.

#### Renúncia

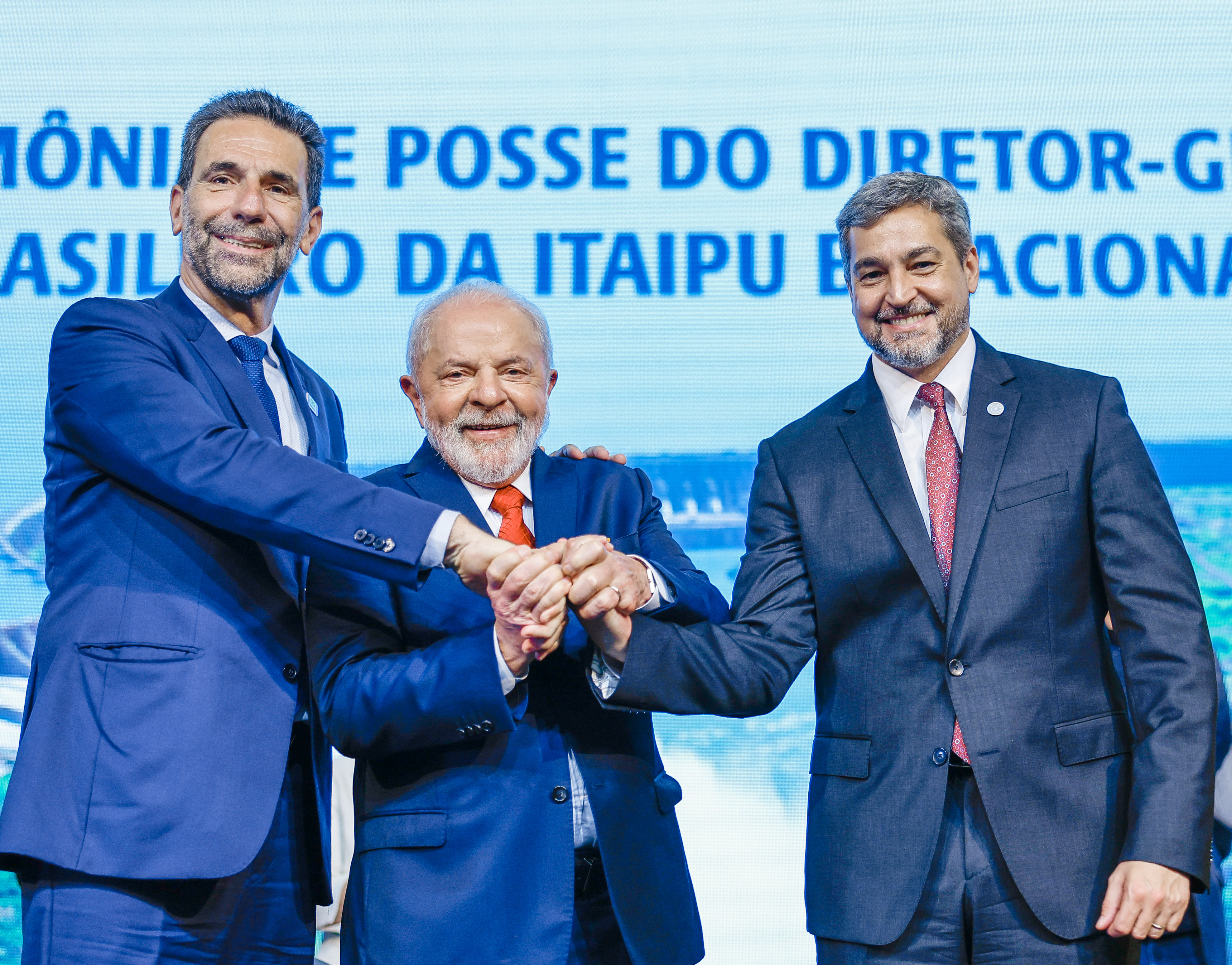
Enio empossado como diretor da Itaipu

Enio foi reeleito para o terceiro mandato como deputado federal nas eleições de 2022 com 62.169 votos. Entretanto, renunciou ao mandato para assumir a direção-geral brasileira da Itaipu Binacional, indicado pelo presidente Lula. O primeiro suplente da Federação Brasil da Esperança Elton Welter assumiu a titularidade do mandato em Brasília.

### Itaipu Binacional
Com o início do governo Lula, Enio foi anunciado como o novo diretor-geral brasileiro da Itaipu Binacional. A posse ocorreu no dia 16 de março de 2023 em Foz do Iguaçu e contou com os presidentes do Brasil e Paraguai, Lula e Mario Abdo Benítez, respectivamente.

## Desempenho eleitoral
| Ano  | Eleição              | Partido | Cargo             | Votos para Enio | Votos para Enio   | Votos para Enio | Resultado  | Ref    |
| Ano  | Eleição              | Partido | Cargo             | Votos           | %                 | P.              | Resultado  | Ref    |
| ---- | -------------------- | ------- | ----------------- | --------------- | ----------------- | --------------- | ---------- | ------ |
| 1990 | Estadual do Paraná   | PT      | Deputado Federal  | 4.116           | -                 | -               | Suplente   |        |
| 2006 | Estadual do Paraná   | PT      | Deputado Estadual | 36.800          | 0,68%             | -               | Eleito     | [ 54 ] |
| 2008 | Municipal de Maringá | PT      | Prefeito          | 40.226          | 21,89% (1º Turno) | 2°              | Não Eleito | [ 55 ] |
| 2010 | Estadual do Paraná   | PT      | Deputado Estadual | 87.080          | 1,68%             | 3°              | Eleito     | [ 56 ] |
| 2012 | Municipal de Maringá | PT      | Prefeito          | 68.624          | 35,02% (1º Turno) | 2°              | Não Eleito | [ 57 ] |
| 2012 | Municipal de Maringá | PT      | Prefeito          | 92.646          | 47,00% (2º Turno) | 2°              | Não Eleito | [ 57 ] |
| 2014 | Estadual do Paraná   | PT      | Deputado Federal  | 107.508         | 1,90%             | 16°             | Eleito     | [ 58 ] |
| 2018 | Estadual do Paraná   | PT      | Deputado Federal  | 62.169          | 1,08%             | 33°             | Eleito     | [ 59 ] |
| 2022 | Estadual do Paraná   | PT      | Deputado Federal  | 95.172          | 1,55%             | 18°             | Eleito     | [ 60 ] |

## Condecorações
| Insígnia | País   | Honra                                 | Data                   |
| -------- | ------ | ------------------------------------- | ---------------------- |
|          | Brasil | Grande Oficial da Ordem de Rio Branco | 21 de novembro de 2023 |

## Publicações
- VERRI, Enio José. O desenvolvimento recente da indústria paranaense. Maringá: UEM, 1998. Dissertação (Mestrado).[14]
- VERRI, Enio José. Reestruturação produtiva no Paraná nos anos 90: o papel da globalização e do Mercosul. São Paulo: USP, 2003. Tese (Doutorado).[14]